# Illa White
L'illa White (en anglès: White Island) és una de les illes que formen part de l'Arxipèlag Àrtic Canadenc, a la regió de Kivalliq, del territori de Nunavut, al nord del Canadà. Es troba a la conca de Foxe, al nord de l'illa Southampton, de la qual està separada per l'estret de Comer de tan sols dos quilòmetres d'amplada. Està deshabitada. La seva superfície és de 789 km², té un perímetre de 188 quilòemtres i una alçada màxima de 381 metres.